# Vitalina Bibliv
Vitalina Bibliv est une actrice ukrainienne née le 15 octobre 1980 à Vassylkiv.

## Filmographie
- 2012 : La Maison à la tourelle
- 2017 : Serviteur du peuple (série télévisée) : Mila la femme de Skorik, Ministre de la Défense.
- 2020 : Tcherkassy.